# Sophiatown
Sophiatown (Aussprache: mit langem i) ist ein Stadtteil von Johannesburg in der südafrikanischen Provinz Gauteng. Er erlangte große Bekanntheit wegen seiner kulturellen Bedeutung und seines erzwungenen Abrisses zur Zeit der Apartheid.

## Geographie
Sophiatown liegt etwa acht Kilometer nordwestlich des Johannesburger Zentrums. 2011 lebten dort 5371 Einwohner.

## Geschichte

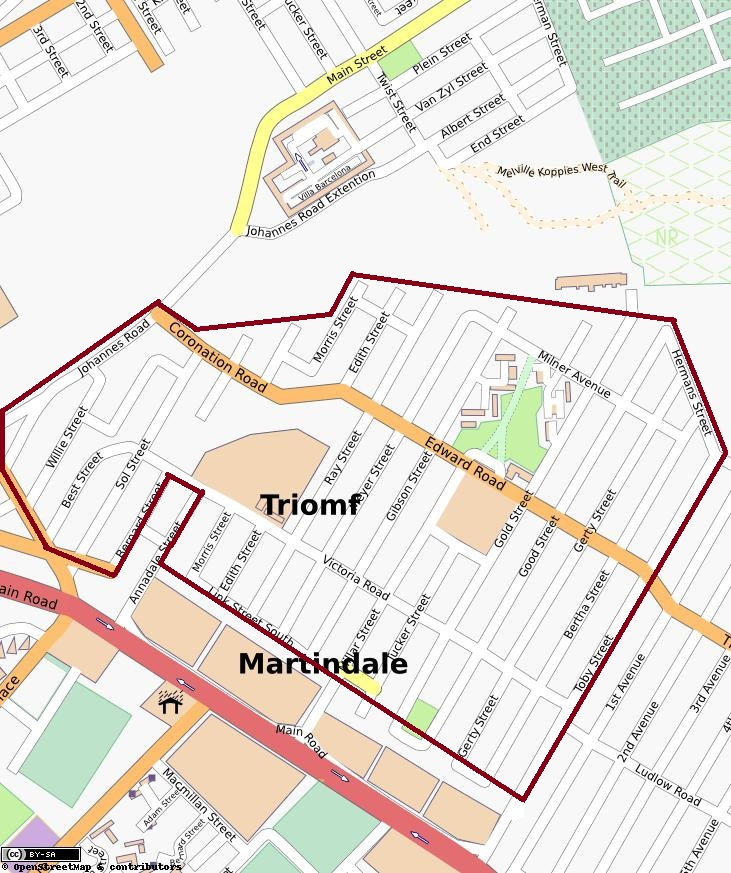
Straßenplan vor der Rückbenennung

Sophiatown wurde 1899 gegründet und nach dem Vornamen der Frau des damaligen Investors benannt. Nachdem in der Nähe eine Abwassersammelanlage gebaut worden war, zogen viele weiße Bewohner fort, und Nicht-Weiße siedelten sich in Sophiatown an. Bis 1913 war es ihnen möglich, Land zu erwerben.
Nach dem Ersten Weltkrieg begann die Bevölkerungszahl stark zu steigen. Nach dem Zweiten Weltkrieg lebten rund 50.000 Menschen in Sophiatown. Im Apartheidssystem diente Sophiatown als zentrumsnaher Stadtteil mit billigen Arbeitskräften. Stadtstrukturell war Sophiatown Bestandteil des Western Area Township.
In den 1950er Jahren wurde Sophiatown zum Symbol für eine neue städtische Kultur der schwarzen Bevölkerungsmehrheit, vergleichbar mit der Situation in Harlem in New York. So wurde Sophiatown das „Paris von Johannesburg“ genannt. Insbesondere für die südafrikanische Jazzmusik wurde Sophiatown zum Zentrum. Die Band Jazz Epistles wurde hier gegründet. Mitglieder waren Dollar Brand, Kippie Moeketsi und Hugh Masekela, die auch heute als bekannteste Jazzmusiker Südafrikas gelten. Die bekannte Jazzsängerin Dolly Rathebe wuchs in Sophiatown auf. Der Maler Gerard Sekoto und Schriftsteller wie Can Themba, Don Mattera und Bloke Modisane lebten hier. Das südafrikanische Magazin Drum spiegelte diese Epoche in seinen Artikeln und Fotos wider, von denen viele in Sophiatown entstanden. Zu den Fotografen gehörte der Deutsche Jürgen Schadeberg.
Der britische Pater Trevor Huddleston leitete die anglikanische Gemeinde in Sophiatown. Bis zu seiner Rückkehr in das Vereinigte Königreich 1956 setzte er sich vehement für die Interessen der Bewohner des Stadtteils ein. Hugh Masekela begann seine Karriere in der von Huddleston gegründeten Father Huddleston Band bzw. Huddleston Jazz Band.
Sophiatown war aber auch problembeladen. Der Stadtteil war schmutzig und überbevölkert. Es gab zahlreiche Kriminelle, tsotsis genannt, die mittels mafiös organisierten Strukturen agierten. So war Don Mattera vor Beginn seiner Schriftstellerkarriere Anführer einer gewalttätigen Straßengang.
1950 war der Group Areas Act erlassen worden, nach dem alle Wohngebiete nach „Rassen“ aufgeteilt wurden; 1954 folgte eigens für Johannesburg der Natives Resettlement Act. Als Folge wurde für das gemischtrassige Sophiatown der Abriss beschlossen. Am 10. Februar 1955 wurden die ersten Bewohner zwangsumgesiedelt. Bis 1959 war die Umsiedlung, unter anderem in das neu gebaute Township Meadowlands im heutigen Soweto, abgeschlossen. 1963 wurde der Stadtteil abgerissen. Nur die anglikanische Kirche Christ the King und wenige weitere Häuser ließ man stehen. An Stelle Sophiatowns entstand der Stadtteil Triomf (afrikaans, deutsch: „Triumph“), der ausschließlich für Weiße bestimmt war.
Erst 2006 wurde der Stadtteil offiziell in Sophiatown zurückbenannt.

## Sehenswürdigkeiten
Das ehemalige Wohnhaus des Politikers Alfred Bitini Xuma ist heute das Sophiatown Museum. Die Gründung des Museums erfolgte auf Initiative der Stadt Johannesburg und des Trevor Huddleston CR Memorial Centre (THMC). Xuma war von 1940 bis 1949 Präsident des African National Congress und lebte von 1927 bis 1959 in Sophiatown, ab 1940 mit seiner zweiten Frau Madie Beatrice Hall Xuma. Im Zuge der Räumung des Stadtteils mussten sie nach Dube umziehen. Das Haus blieb vom Abriss verschont und wurde 1998 zum Nationaldenkmal erklärt.

## Söhne und Töchter des Stadtteils
- Early Mabuza (?–1969), Jazzmusiker
- Kippie Moeketsi (1925–1983), Jazzmusiker
- Thandi Klaasen (1931–2017), Jazzsängerin
- Sydney Kumalo (1935–1988), Bildhauer, Maler und Kunstpädagoge
- Joe Nhlanhla (1936–2008), Exilpolitiker und Minister
- David Sibeko (1938–1979), Politiker und Journalist
- Percy Qoboza (1938–1988), Apartheid-Kritiker und Journalist
- Mongane Wally Serote (* 1944), Schriftsteller
- Popo Molefe (* 1952), Politiker
- Refiloe Johannes Mudimu (* 1954), Marineoffizier
- Mzwakhe Mbuli (* 1958), Musiker und Dichter
- Deepak Ram (* 1960), Bansurispieler und Flötist

## Sophiatown als Thema in Musicals, Filmen und Romanen

### Musicals
- 1959: King Kong
- 1986: Sophiatown

### Filme
- 1959: Come Back, Africa (Dokumentarfilm; Regie: Lionel Rogosin)
- 2003: Sophiatown (Dokumentarfilm; Regie: Pascal Lamche)
- 2004: Drum – Wahrheit um jeden Preis (Spielfilm, der im Sophiatown der 1950er Jahre spielt; Regie: Zola Maseko)

## Romane
- Don Mattera: Gone with the Twilight: A Story of Sophiatown. Zed Books, 1987, ISBN 0-86232-747-4. (in den USA als Sophiatown: Coming of Age in South Africa)
  - deutsch: Sophiatown. Peter Hammer Verlag, Wuppertal 2000, ISBN 978-3-87294-628-7.